# Máma (film, 2025)
Máma je TV drama režiséra Jiřího Stracha a scenáristy Marka Epsteina; dějově posazeno na sklonek 80. let, vypráví příběh mentálně postižené matky, bránící se odloučení od své devítileté dcery. Mámu představili léta 2025 na MFF v Karlových Varech, přičemž veřejnoprávní televize jej odvysílá koncem téhož roku.

## Výroba
Film natáčelo brněnské studio ČT v září a říjnu 2024 v moravské metropoli a jejím okolí (zámek v Račicích, Ivančice, areál Psychiatrické léčebny v Kroměříži.

## Obsazení
| Elizaveta Maximová  | matka Lilian              |
| Sophia Šporclová    | dospívající dcera Malvína |
| Valentýna Bečková   | dcera Malvína-dítě        |
| Dana Syslová        | paní Holasová             |
| Pavel Kříž          |                           |
| Lenka Krobotová     |                           |
| Veronika Freimanová |                           |
| Oldřich Navrátil    |                           |
| Patrik Böhm         |                           |
| Kristýna Mandousová |                           |

## Tvůrci filmu
- scénář: Marek Epstein
- režie: Jiří Strach
- dramaturg: Ivo Cicvárek
- hlavní kameraman: Martin Šec
- vedoucí produkce: Jan Vlček
- výkonný producent: Karel Komárek
- kreativní producent: Jiřina Budíková

## Citát
| „                | Scénář vznikl tak, že před lety jsem si přečetl článek, kdy mentálně postiženou matku a její dceru po čtrnácti dnech, kdy byly nezvěstné, našli v lesích v západním Německu. Položil jsem si otázku, jak se tam dostaly. Co jedly? Jakou měly motivaci utéct do lesů? Tak jsem to zkopíroval a poslal jsem to Markovi Epsteinovi s tím, že by z toho byl krásný scénář. | “ |
| — režisér Strach | |   |

| „                | Je to příběh o boji za rodinu, svobodu a životní důstojnost. Je to o tom, když na vás osud udeří, tak i jako devítiletá holka se musíte začít chovat dospěle. Zkrátí vám to dětství. Téma mi přišlo nesmírně vhod ve společenském klimatu posledních let, kdy rodina jako princip začala být relativizována. Kdy se při všech politických korektnostech už nesmí říkat maminka, ale už to bude rodič jedna a rodič dva. | “ |
| — režisér Strach | |   |